# Smygehuk
Smygehuk is een haven en vissersdorp in de gemeente Trelleborg in het Zweedse landschap Skåne. Het is het zuidelijkste punt van Zweden en van het Scandinavische schiereiland (55° 20' N). Als men vanaf Smygehuk in een rechte lijn naar het zuiden vaart, komt men bij de Duitse Oostzeekust uit.
Aan de haven van Smygehuk staat een standbeeld van een naakte vrouw die de wind door haar haren laat waaien. Het is gemaakt door de kunstenaar Axel Ebbe en heet Famntaget ("De omhelzing").
In de haven staat ook een gedenkteken voor Akka, de gans uit het boek Nils Holgersson van Selma Lagerlöf. De vuurtoren is sinds 2001 weer in gebruik. Het woonhuis van de vuurtorenwachter is omgebouwd tot jeugdherberg.
Langs de plaats gaat de Riksväg 9.

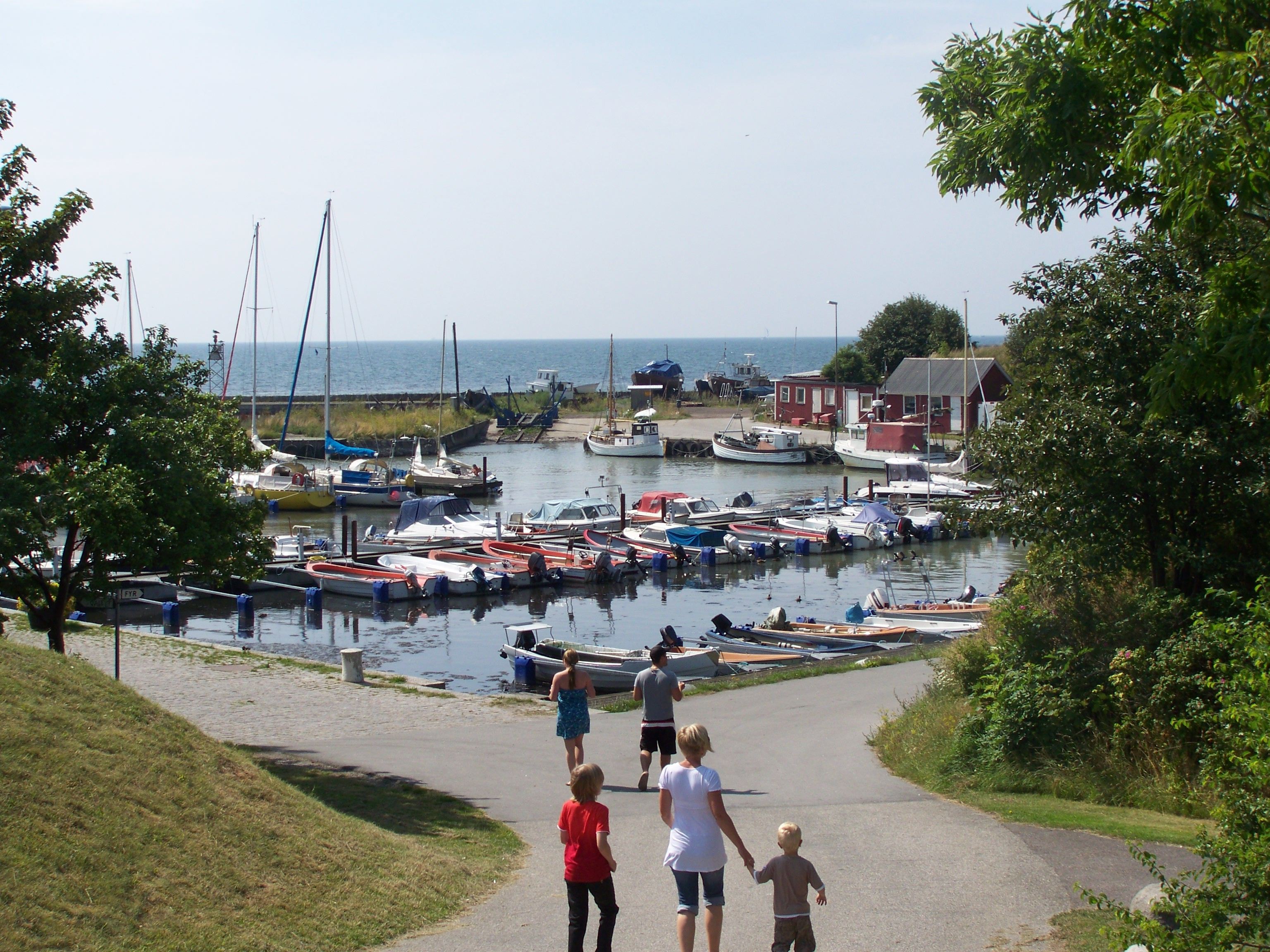
Haven
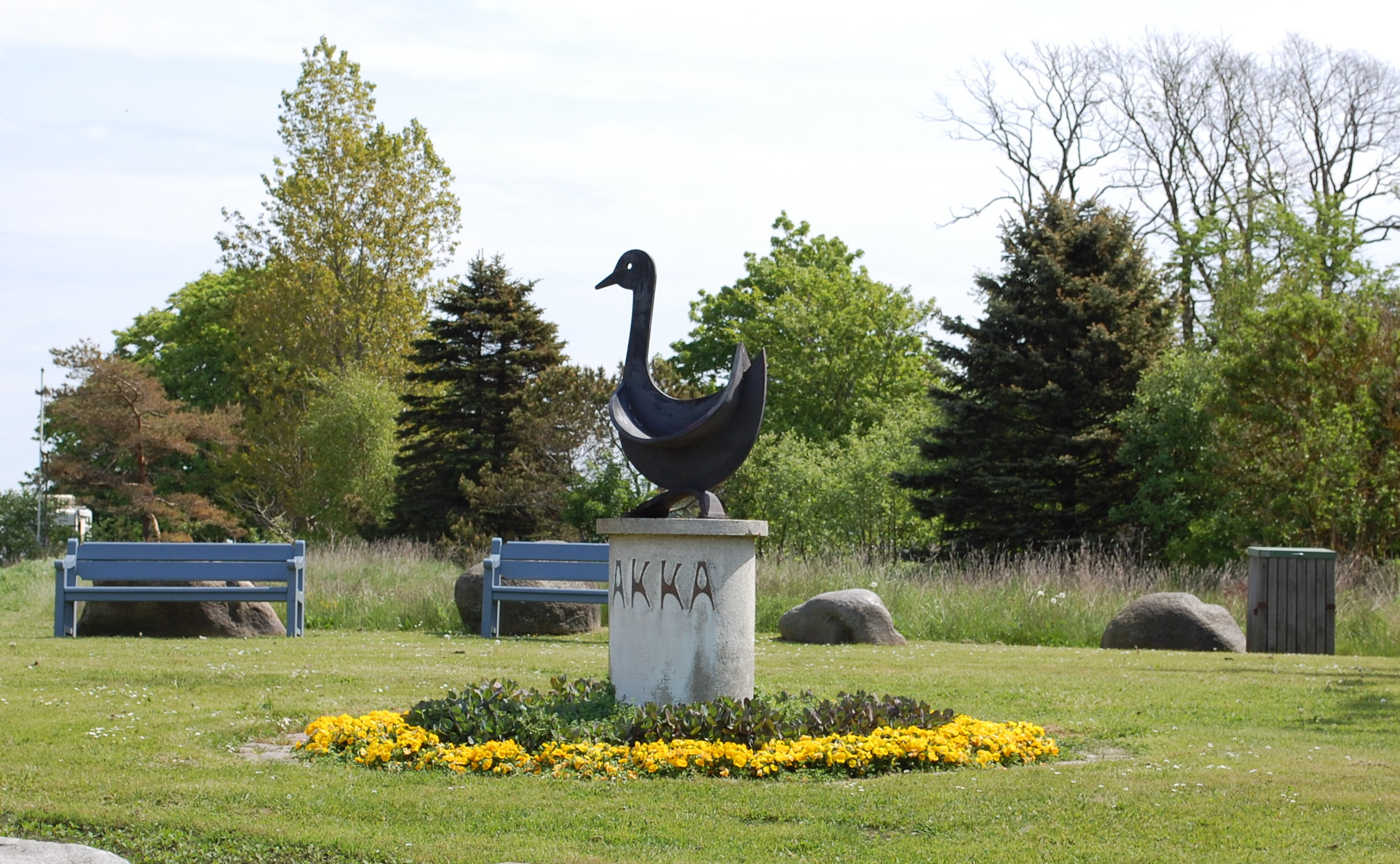
Akka
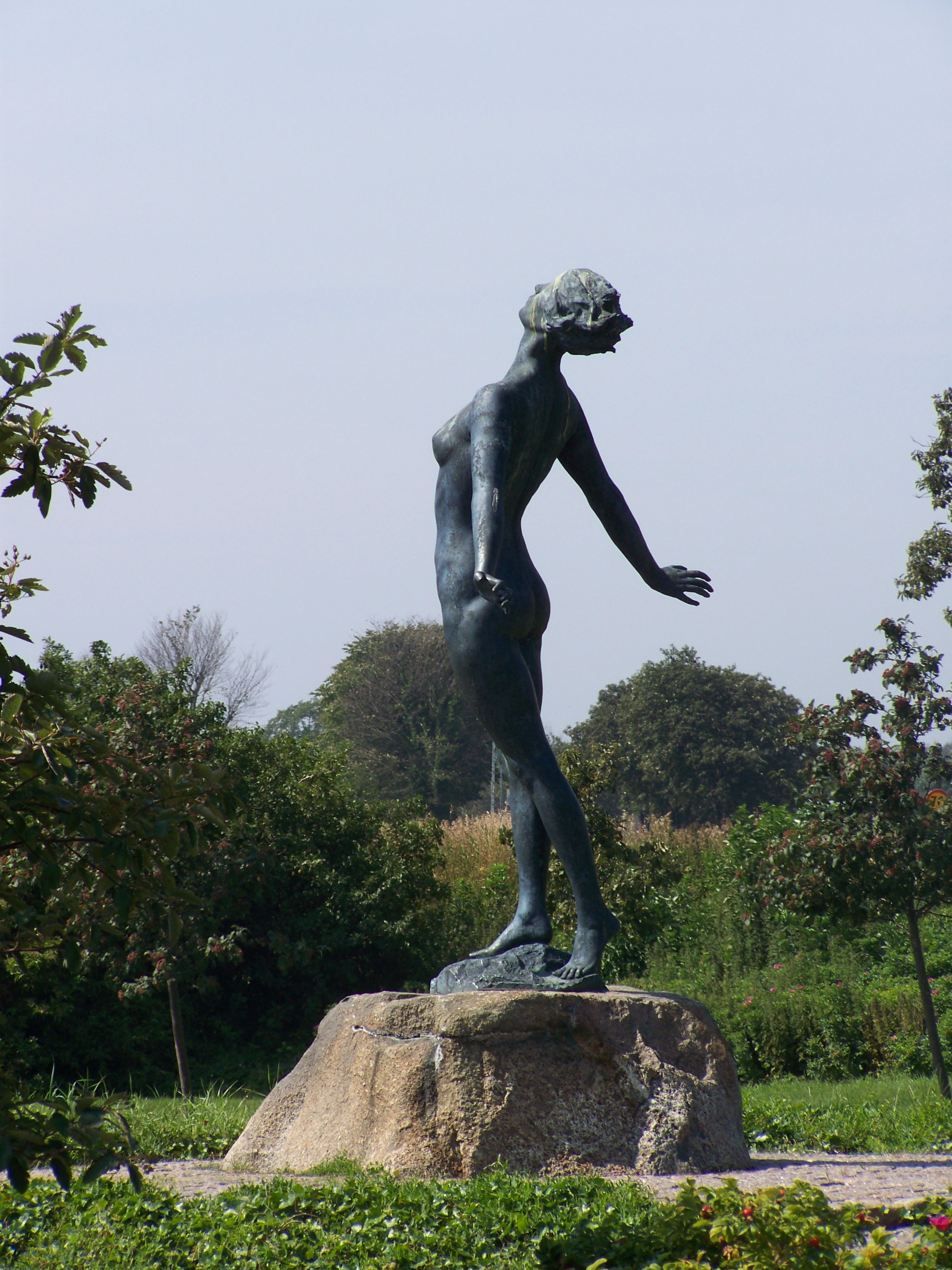
Famntaget